# Manchester Business School

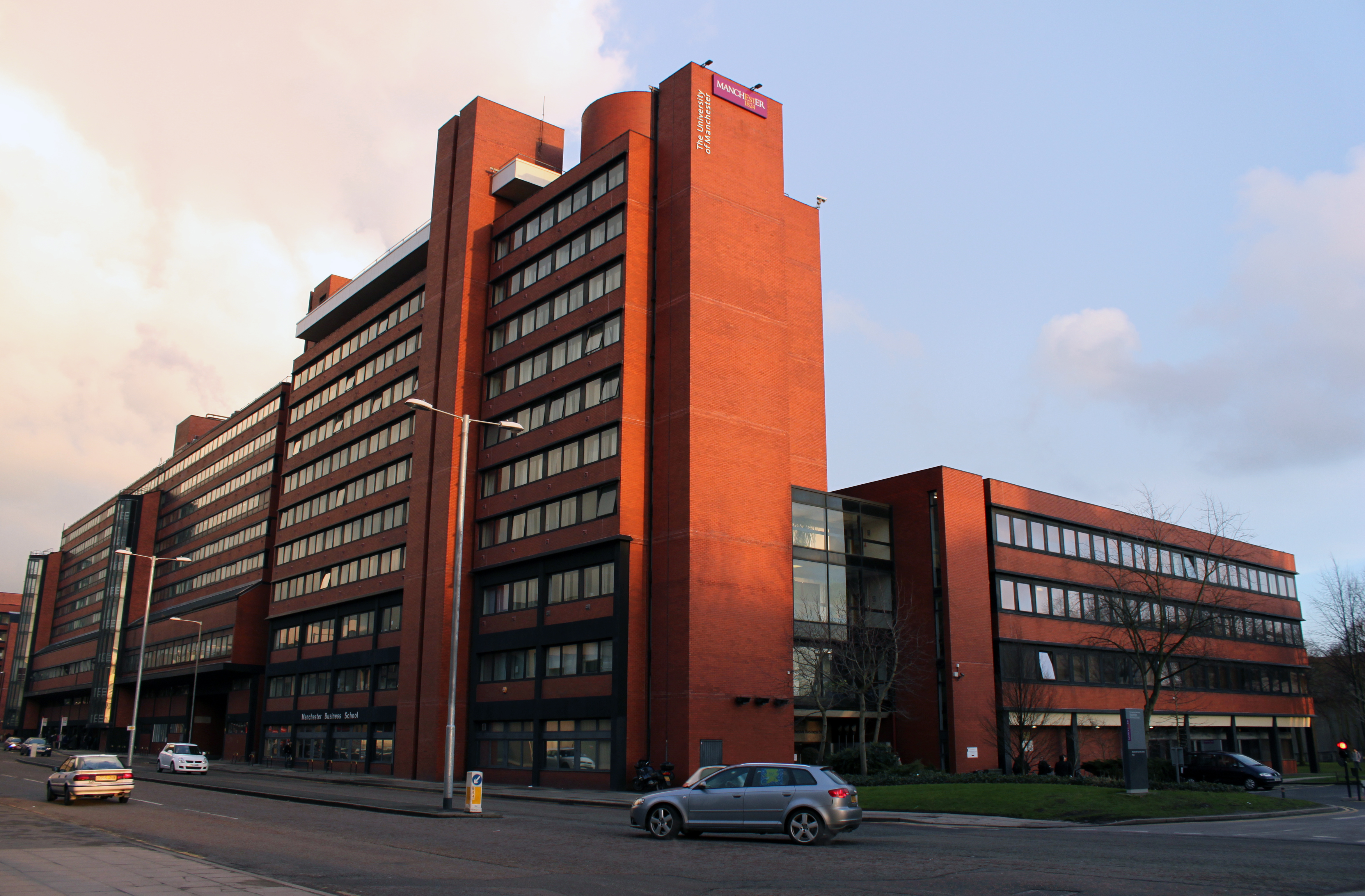
Manchester Business School

Manchester Business School (MBS) är en av världens ledande handelshögskolor, och den största institutionen vid University of Manchester i England. Den ansedda brittiska affärstidningen Financial Times rangordnade under 2010 skolan på 31:a plats i världen enligt deras treåriga genomsnitt. 
MBS, som sorterar under humanistiska fakulteten vid University of Manchester, erbjuder Ph.D (heltid eller deltid), D.B.A. - Doctor of Business Administration (chefsutbildning deltid), MBA - Master of Business Administration (heltid eller chefsutbildning deltid), samt en rad utbildningar på undergraduate-nivå.